# Santa Clara (Lissabon)
Santa Clara is een plaats (freguesia) in de Portugese gemeente Lissabon en telt 23.645 inwoners (2021).

## Indeling
In 2012 werd de freguesia Santa Clara gevormd uit de samenvoeging van twee freguesia's.
| Huidige freguesia | Huidige freguesia | Huidige freguesia | Freguesias voor 2012 | Freguesias voor 2012 | Freguesias voor 2012 |
| Freguesia         | Inwoners          | Oppervlakte       | Freguesias           | Inwoners             | Oppervlakte          |
| ----------------- | ----------------- | ----------------- | -------------------- | -------------------- | -------------------- |
| Santa Clara       | 22.480            | 3,36 km²          | Ameixoeira           | 11.863               | 1,60 km²             |
| Santa Clara       | 22.480            | 3,36 km²          | Charneca             | 9.935                | 1,72 km²             |
| Census: 2011      |                   |                   |                      |                      |                      |

| Detailkaart              |
| ------------------------ |
|                          |
| Indeling voor en na 2012 |